# Fubuki Kuno
Fubuki Kuno (久野 吹雪, Kuno Fubuki), née le 27 décembre 1989, est une joueuse internationale de football japonaise.

## Biographie
Le 6 mars 2013, elle fait ses débuts avec l'équipe nationale japonaise lors de l'Algarve Cup, contre l'équipe de Norvège.

## Statistiques
Le tableau ci-dessous présente les statistiques de Fubuki Kuno en équipe nationale
| Équipe du Japon | Équipe du Japon | Équipe du Japon |
| Année           | Matchs          | Buts            |
| --------------- | --------------- | --------------- |
| 2013            | 1               | 0               |
| Total           | 1               | 0               |